# Alfa Antliae
Alfa Antliae (α Ant) – najjaśniejsza gwiazda w gwiazdozbiorze Pompy, znajdująca się w odległości około 366 lat świetlnych od Ziemi.

## Charakterystyka
Alfa Antliae to pomarańczowy olbrzym należący do typu widmowego K. Jest to samotna gwiazda zmienna, której poświęcono stosunkowo mało badań. Nie wiadomo, czy aktualnie jej jasność wzrasta po zakończeniu syntezy wodoru w hel, maleje przy trwającej syntezie helu  w węgiel i tlen, czy też ponownie rośnie po zakończeniu tego etapu ewolucji. Trzecia ewentualność wydaje się najbardziej prawdopodobna. Gwiazda zmieni się w mirydę, a następnie odrzuci otoczkę i stanie białym karłem.